# ルステム・ウメロウ
ルステム・エンヴェロヴィチ・ウメロウ（ウクライナ語: Рустем Енверович Умєров、クリミア・タタール語: Rustem Enver oğlu Umerov / Рустем Энвер огълу Умеров、1982年4月19日 - ）は、ウクライナの政治家。2025年7月18日よりウクライナ国家安全保障・国防会議書記を務める。クリミア・タタール民族大会（クルルタイ）代議員、クリミア・タタール人の民族運動家ムスタファ・ジェミーレフの顧問を務める。
2022年9月7日から2023年9月5日まで国有財産基金長官。2023年9月3日、オレクシー・レズニコウ国防大臣更迭に伴い、ウォロディミル・ゼレンスキー大統領から国防大臣に指名され、9月6日に最高議会にて賛成338票、反対0票の圧倒的多数で承認を得た。2025年7月16日にシュミハリ内閣総辞職に伴い国防大臣を解任された。

## 不祥事
2025年2月10日、ウクルインフォルムは、ウクライナ国家汚職対策局がウメロウ国防相を職権乱用の疑いで捜査している事を報じた。ウメロウは、2022年ロシアによるウクライナ侵攻後にウメロウの主導で設立された国防調達庁(正式には国営企業国防調達庁、ウクライナ軍の武器や装備の調達を行う)長官マリーナ・ベルズコワと対立があり、その件をウクライナの市民団体が国家汚職対策局に通報、国家汚職対策局が受理したことで捜査が開始された。

## 栄典
- 3等功績勲章（英語版） - 2021年8月23日[13]